# Ophelia (maan)
Ophelia is een maan van Uranus. De maan is in 1986 ontdekt door Richard Terrile met behulp van foto's gemaakt door Voyager 2. Ophelia is genoemd naar de dochter van Polonius uit Shakespeares stuk "Hamlet".
Miranda · Ariel · Umbriel · Titania · Oberon

Cordelia · Ophelia · Bianca · Cressida · Desdemona · Juliet · Portia · Rosalind · Cupid · Belinda · Perdita · Puck · Mab · Francisco · Caliban · Sycorax · Margaret · Prospero · Setebos · Stephano · Trinculo · Ferdinand